# Cresmatoneta
Cresmatoneta es un género de arañas araneomorfas de la familia Linyphiidae. Se encuentra en la zona paleártica.

## Lista de especies
Según The World Spider Catalog 12.0:
- Cresmatoneta eleonorae (Costa, 1883)
- Cresmatoneta leucophthalma (Fage, 1946)
- Cresmatoneta mutinensis (Canestrini, 1868)
- Cresmatoneta nipponensis Saito, 1988